# De Paltz (boerderij)
Boerderij De Paltz is een gemeentelijk monument op landgoed De Paltz aan het Heezerspoor Westzijde 4 in Soest in de provincie Utrecht.

## Tweemaal brand
Na een brand werd tussen 1861 en 1863 een nieuwe langhuisboerderij gebouwd op het landgoed De Paltz. Dit gebeurde in opdracht van de Paltzeigenaar Andries de Wilde. Ook deze ging echter door brand verloren. In 1904 werd een nieuwe boerderij gebouwd in opdracht van landgoedeigenaar L. Rutgers van Rozenberg. De boerderij werd na de Tweede Wereldoorlog gebruikt als pension en vakantieboerderij, maar kreeg in 1978 een woonbestemming. In 1990 werd de boerderij wit gesausd.
Recht tegenover de voorgevel is een zichtas in de vorm van een beukenlaan die gericht is op het hoofdgebouw. Het pand heeft een breed achterhuis. De vensters in de symmetrische voorgevel hebben luiken in de kleuren wit, groen en rood. De voordeur bevindt zich in het midden van de symmetrische voorgevel. Boven de deur is een decoratief driedelig topvenster. Naast de schuifvensters in de zijgevel zijn luiken aangebracht.
Rechts van het langhuis staat een bakhuis met de nok haaks op de boerderij. De schuur  heeft eenbakstenen muren met aan de bovenzijde gepotdekselde planken.

## Zie ook

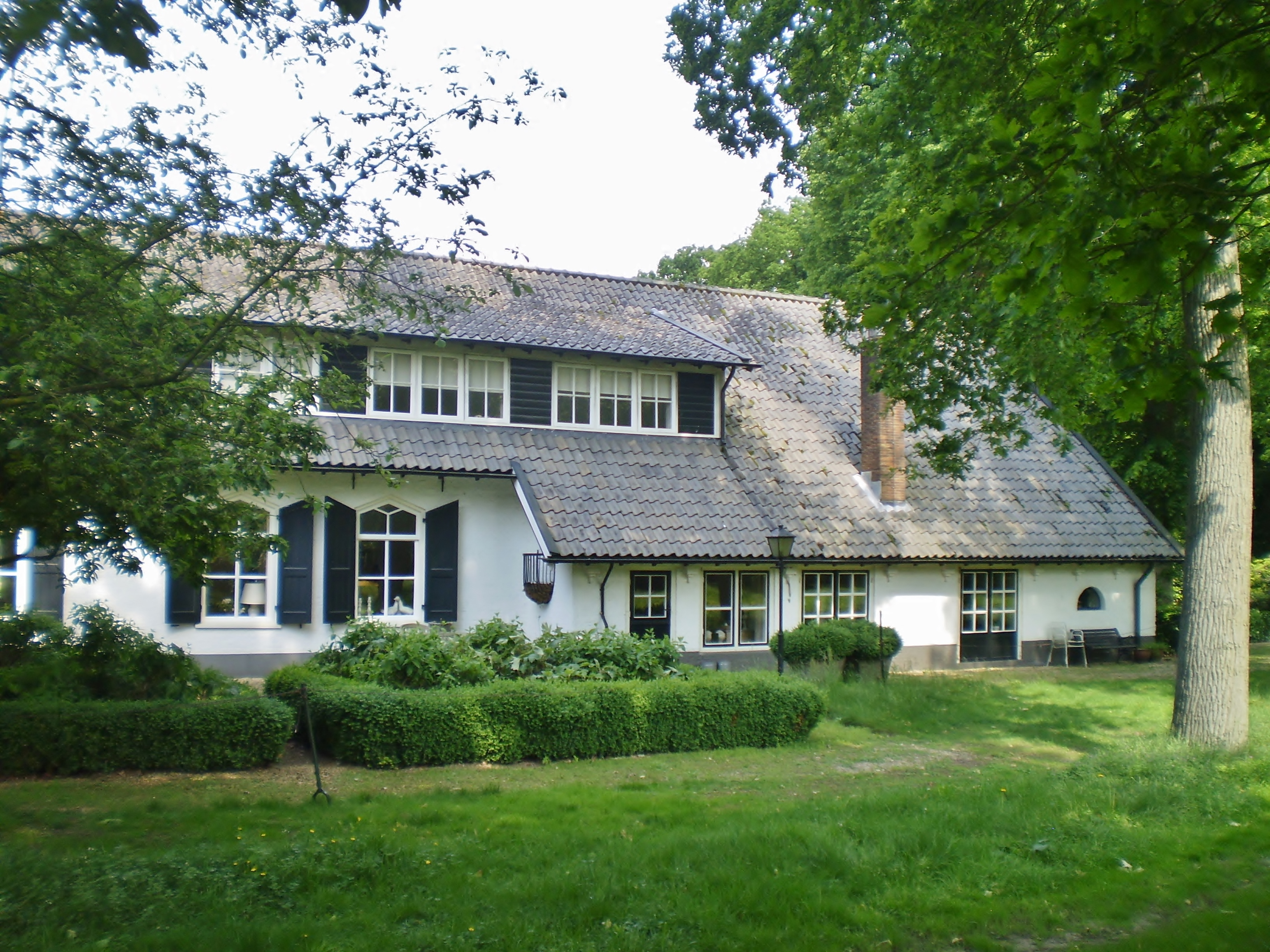
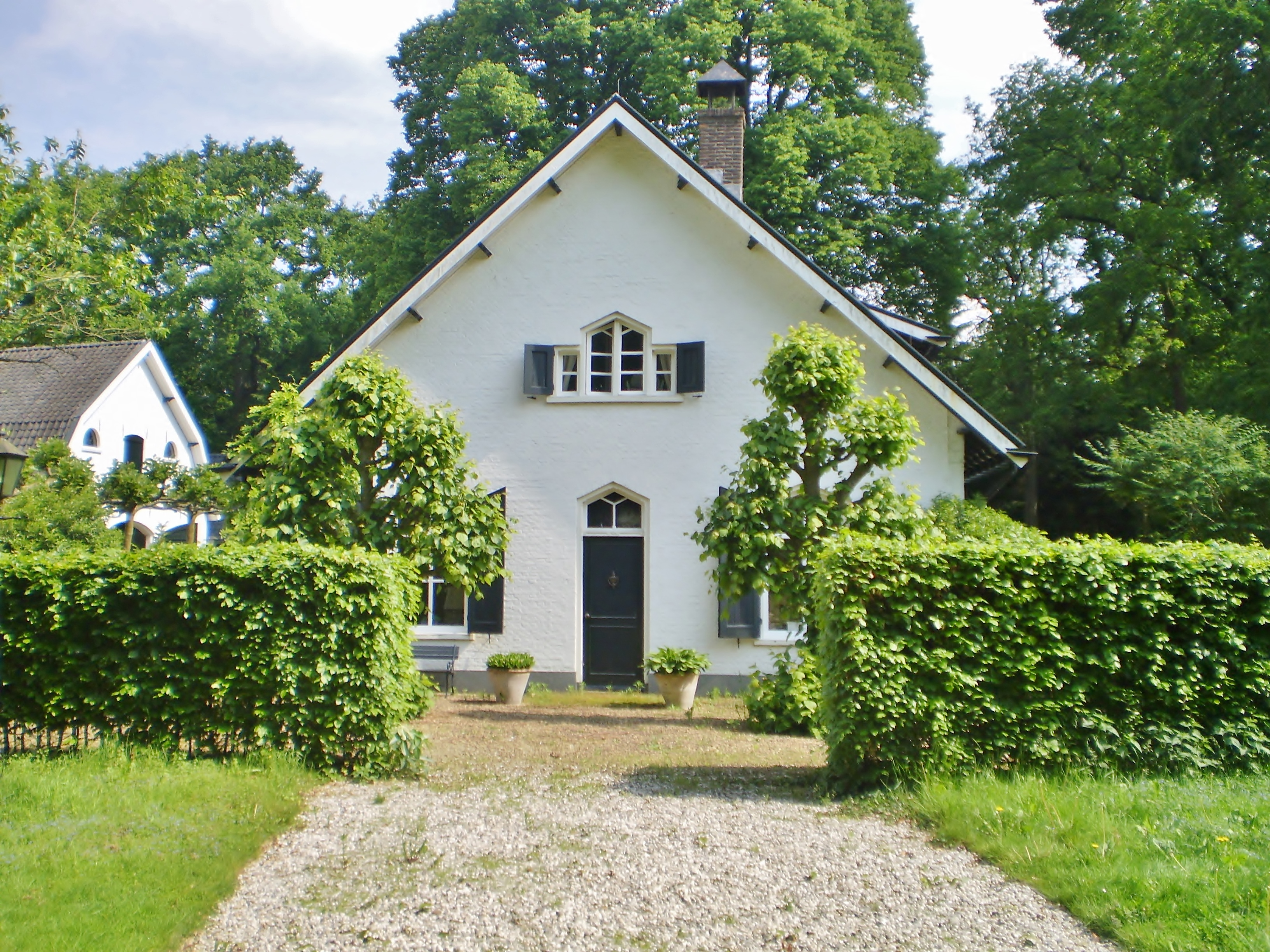
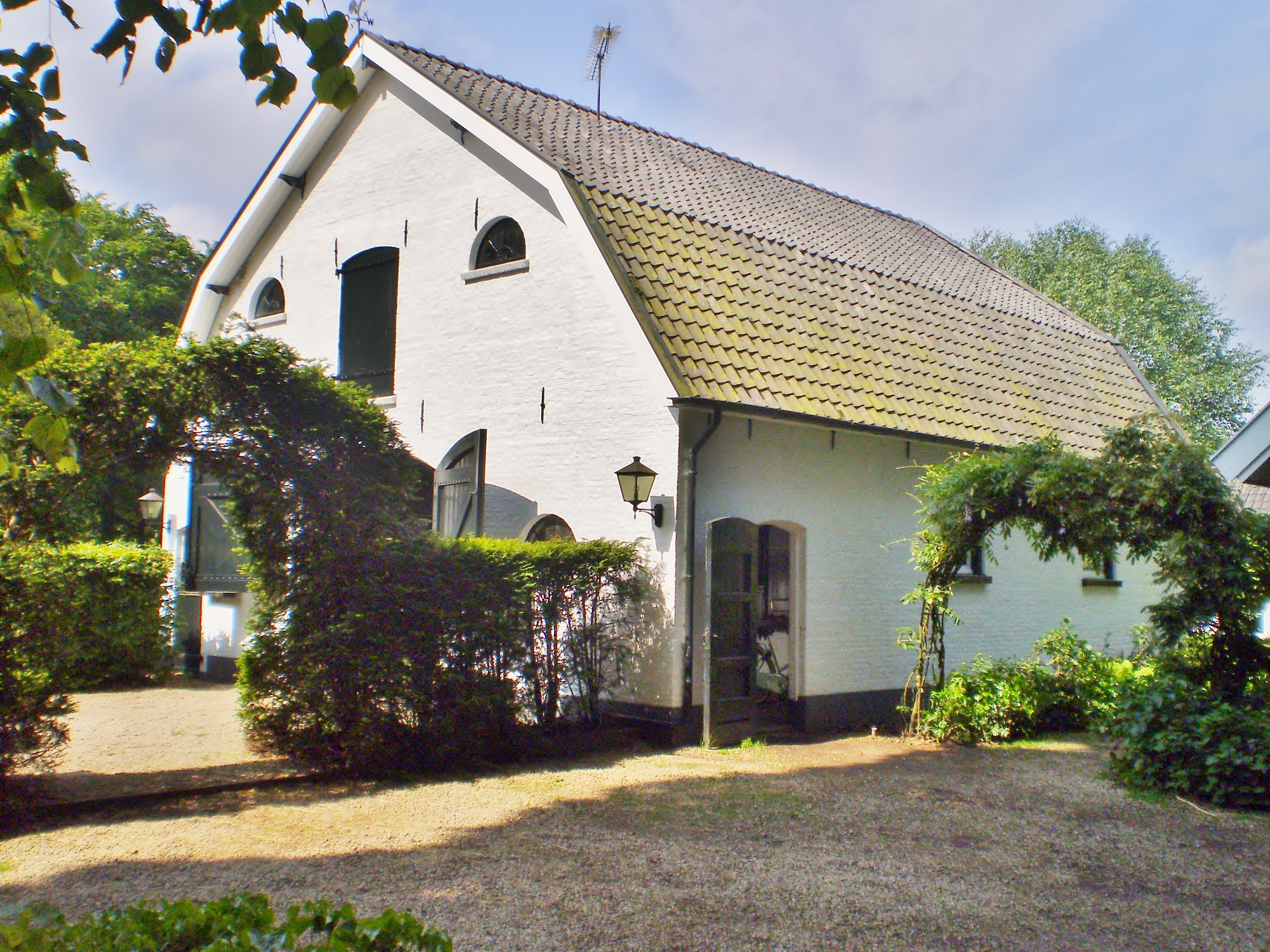
Koetshuis-paardenstal